# 深紅の血汐
『深紅の血汐』（The Scarlet Drop）は、1918年に公開されたアメリカ合衆国の西部劇映画である。監督はジョン・フォード、主演はハリー・ケリーである。この映画の30分強がゲッティ・イメージズ・アーカイブに残っている。